# مرادعلی‌لی
مرادعلی‌لی (به ترکی آذربایجانی: Muradalılı) یک منطقه مسکونی در جمهوری آذربایجان است که در شهرستان ایمیشلی واقع شده است. مرادعلی لی ۷۹۹ نفر جمعیت دارد.